# Cathédrale Saint-Pierre-et-Saint-Paul de Kamianets-Podilskyï
Cette  cathédrale n’est pas la seule cathédrale Saint-Pierre-et-Saint-Paul.
La cathédrale Saint-Pierre-et-Saint-Paul (Кафедральний собор св. Ап. Петра і Павла), aussi appelée cathédrale de Kamianets-Podilsky, est un édifice religieux affilié à l'Église catholique situé sur la place de la cathédrale à Kamianets-Podilskyï dans l'oblast de Khmelnytskyï en Ukraine occidentale,,.
Elle suit les rites romains ou latins, et fait partie du Diocèse de Kamianets-Podilsky (Dioecesis Camenecensis Latinorum, Кам'янець-Подільська дієцезія (Kamianets-Podiskyï Dietsieziia)), créé en 1373 et restauré en 1918.
L'église est construite à l'époque de l'Évêque Yakoub Butchaski au XVIe siècle, dans un style renaissance. La construction de l'église en pierre est attribuée à l'évêque Paul de Boyantchys. Durant les années 1646-1648, la cathédrale est reconstruite dans un style baroque. En 1672, durant l'occupation turque, elle est temporairement transformée en mosquée, et un minaret y est construit.
Le bâtiment récupère son statut de cathédrale en 1699. Au milieu du XVIIIe siècle, la cathédrale est reconstruit dans un style baroque tardif. Le 14 mai 1936, le temple est fermé par les autorités communistes et transformée en musée.
Il réouvre temporairement de l'été 1941 jusqu'au 4 juin 1945. Durant les années suivantes, et ce jusqu'en 1990, l'église accueille un musée de l'athéisme. Le 13 juin 1990, elle redevient fonctionnelle, et le 29, la première messe depuis l'ouverture est célébrée.

## Galerie

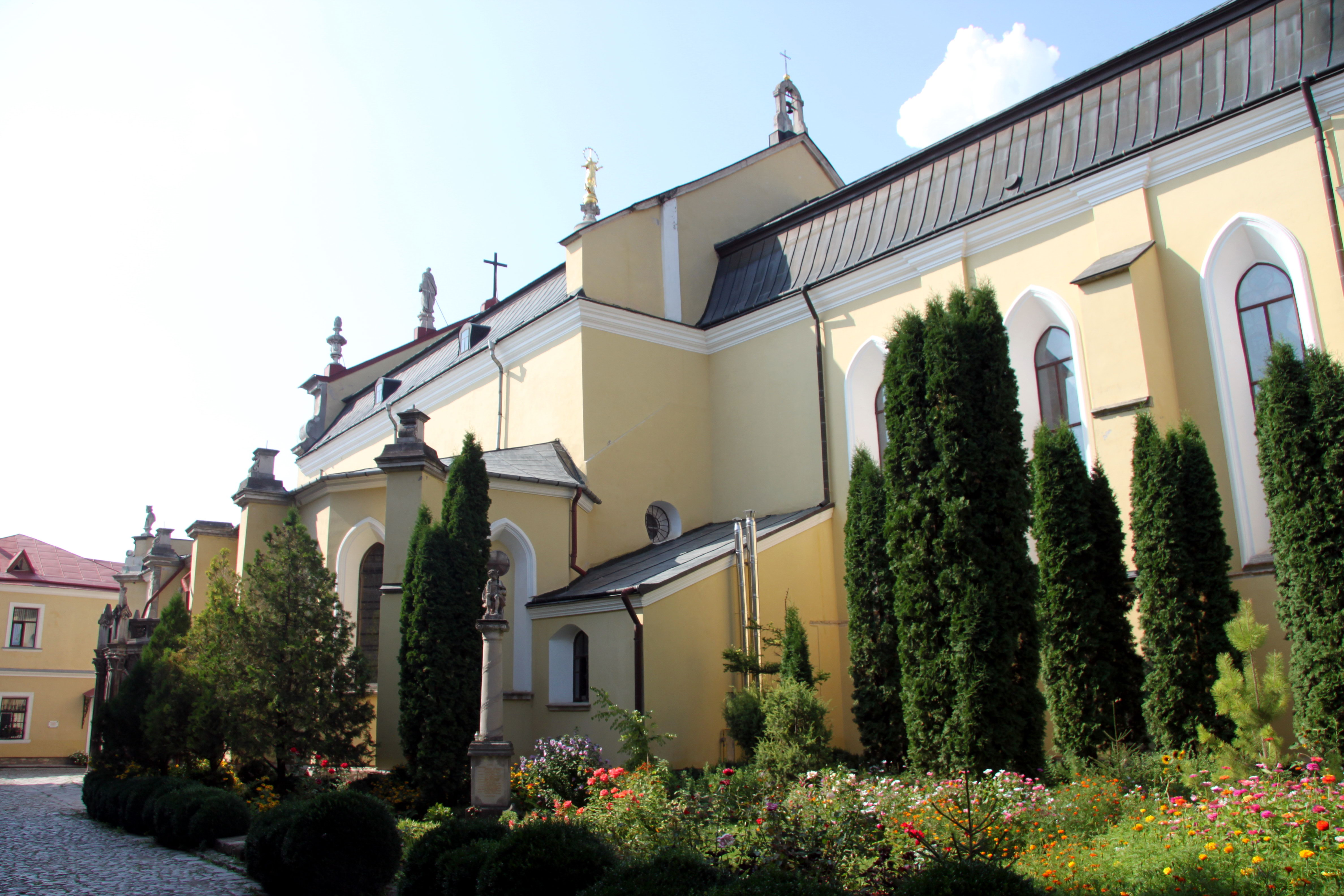
Façade latérale.
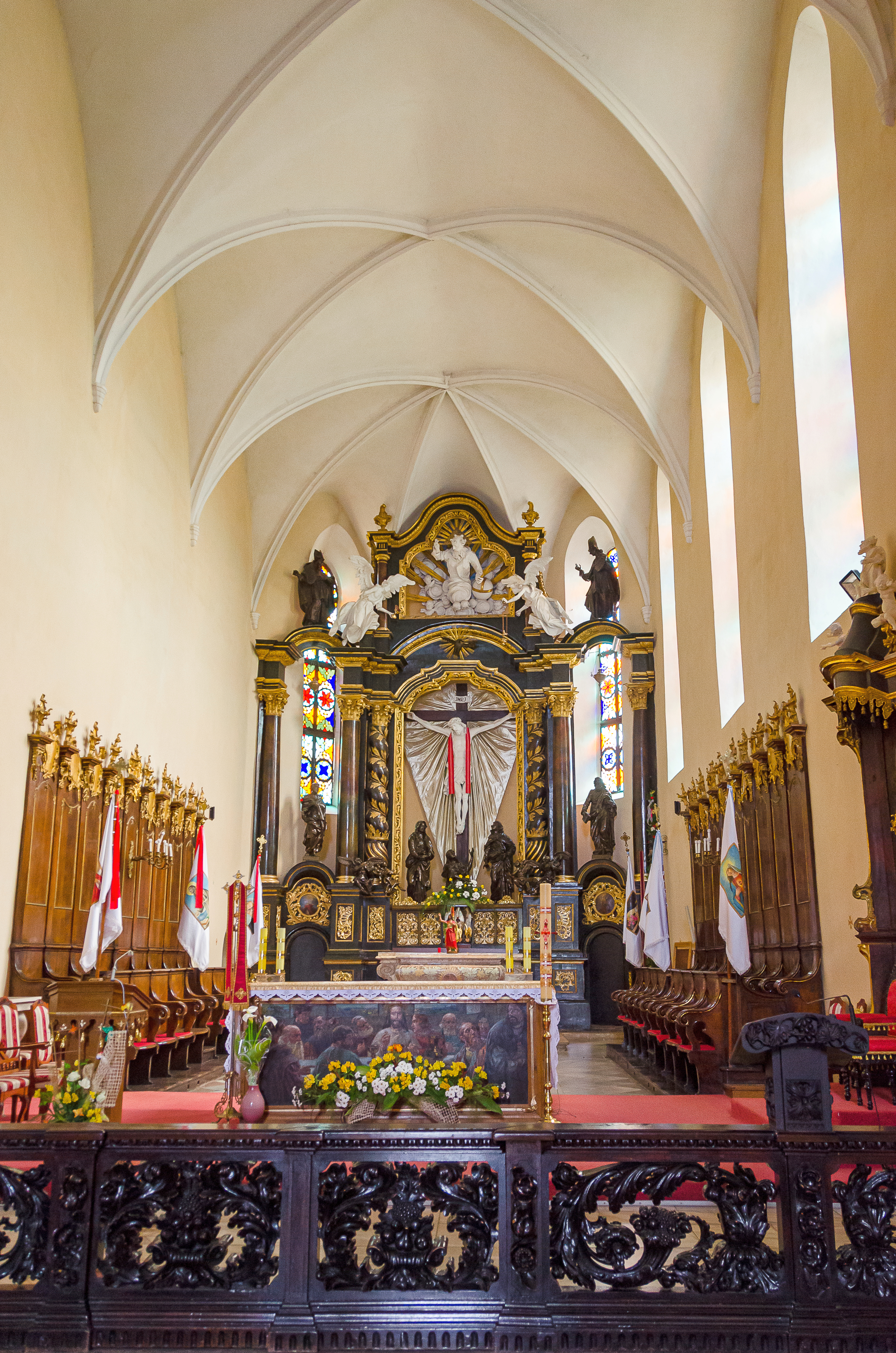
Le maître-autel.
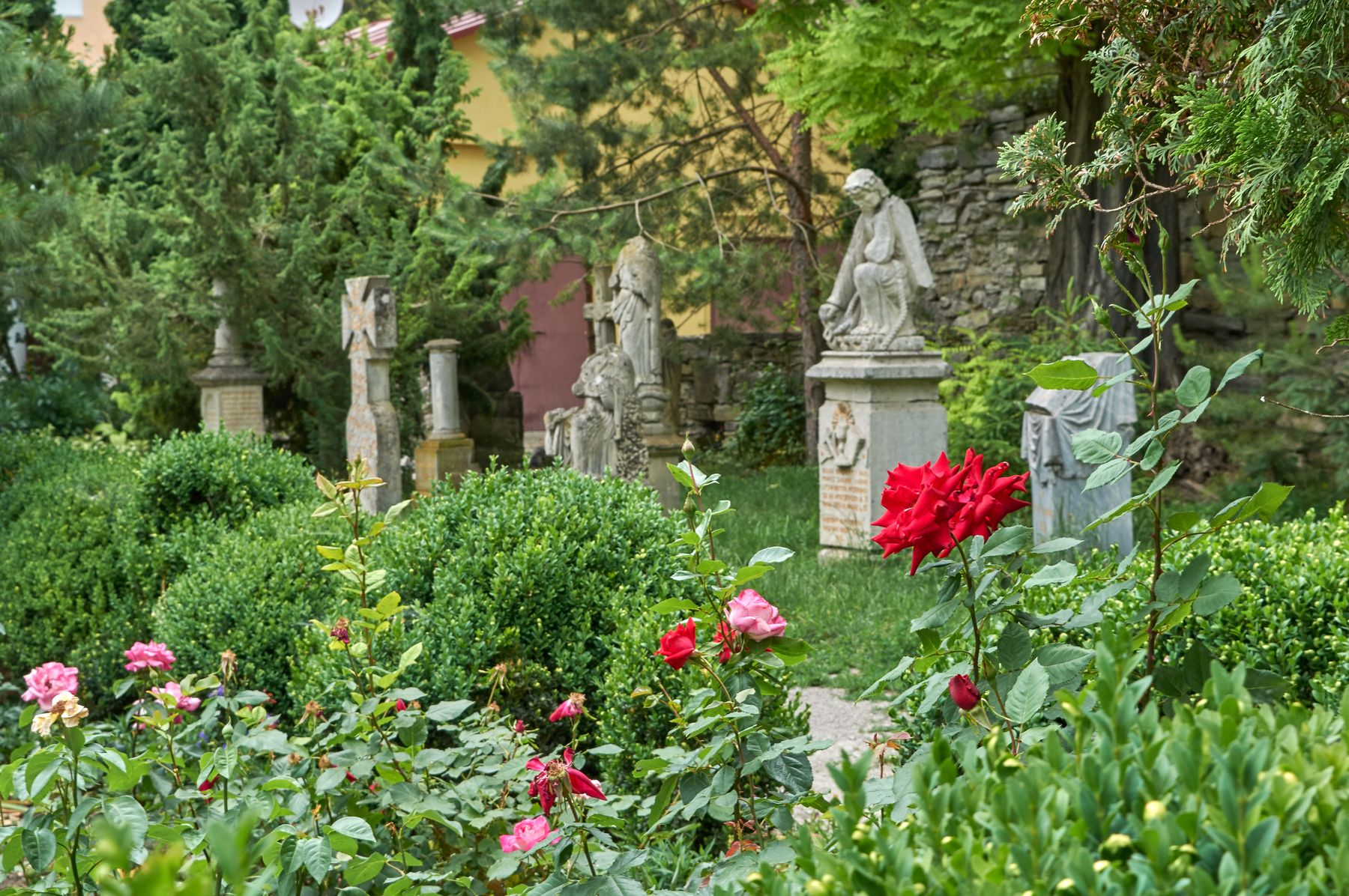
Cimetière.
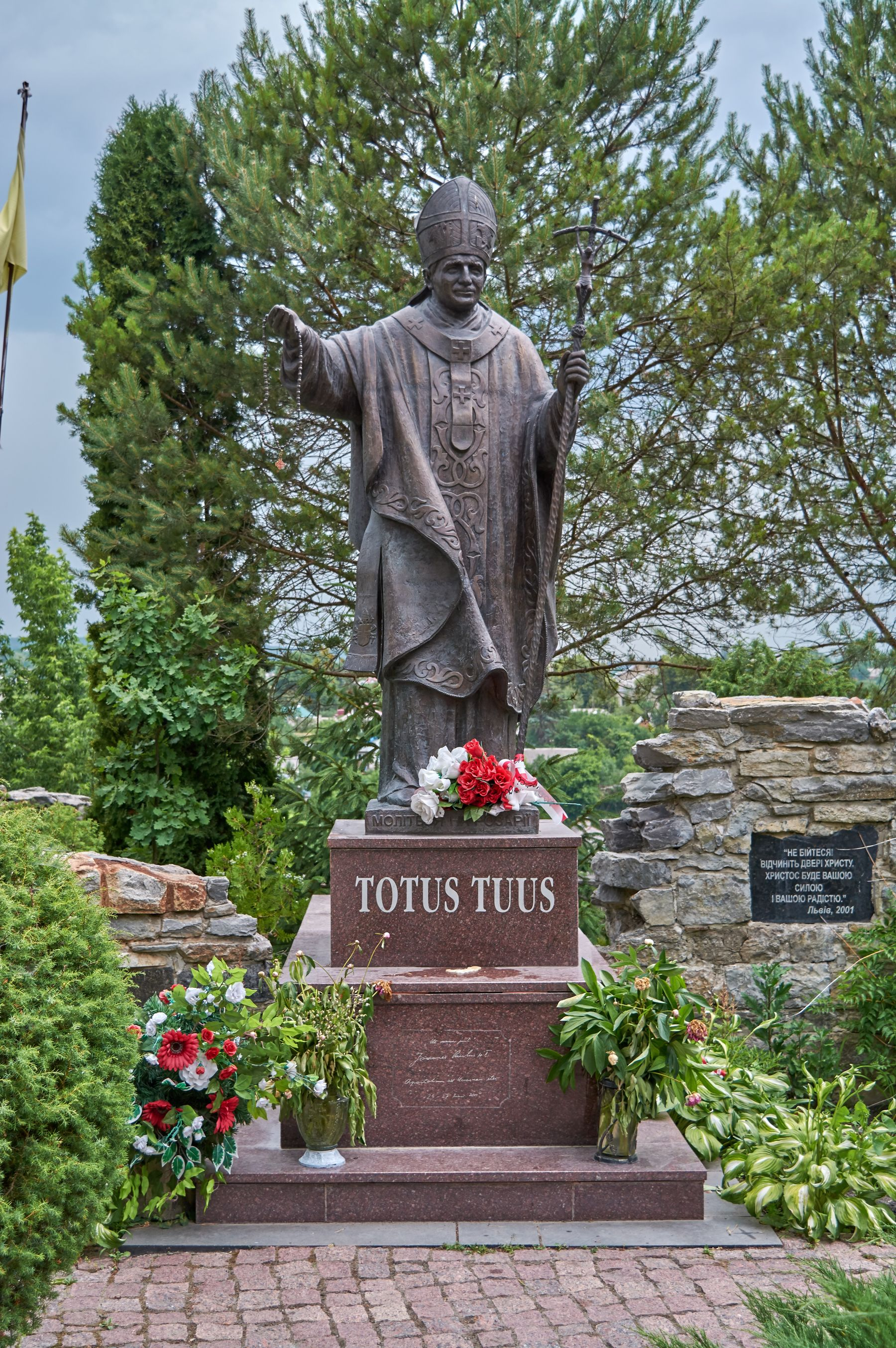
Monument au pape Jean-Paul II.
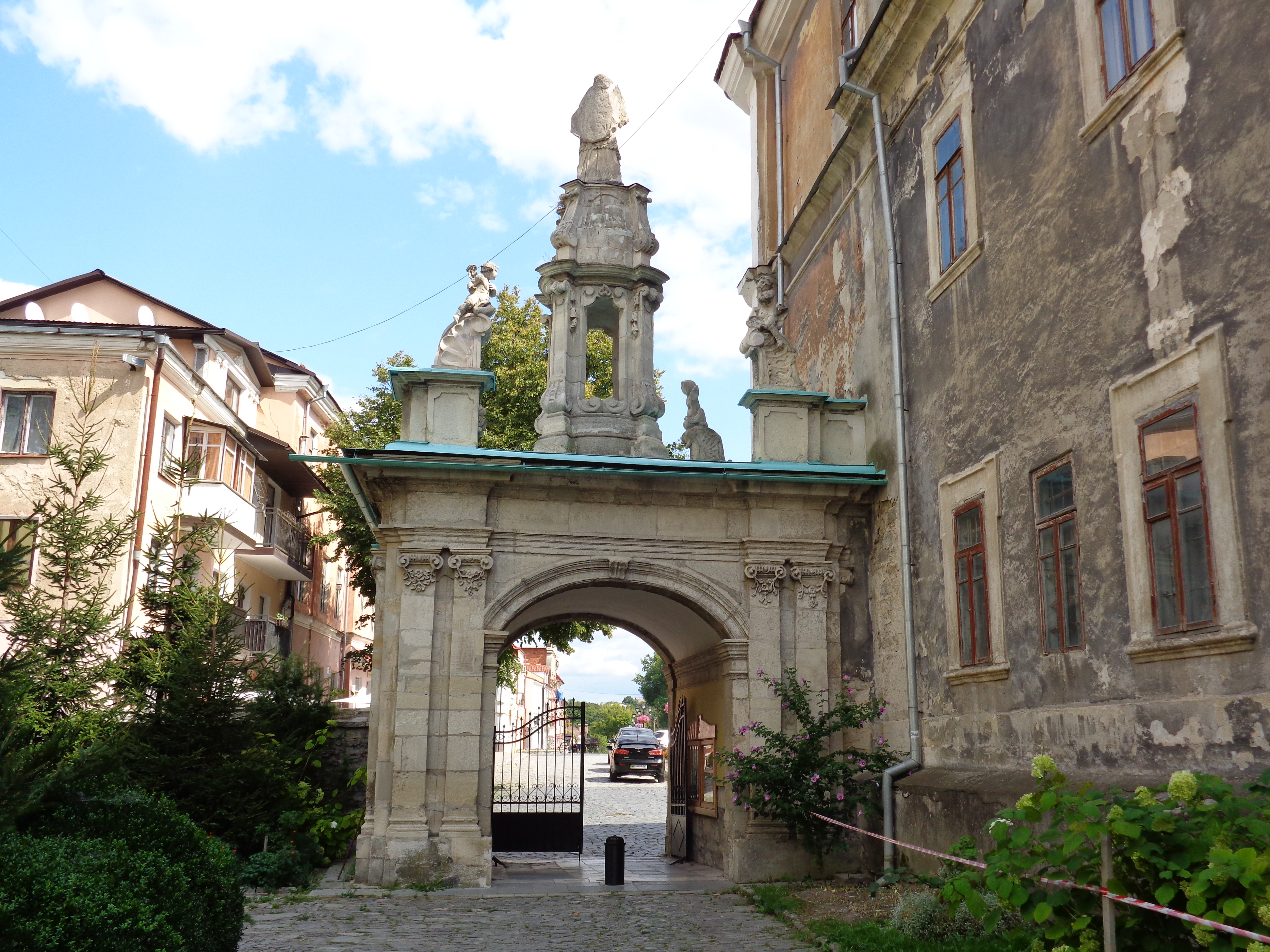
L'arche de l'entrée.

## Source
- (en) Cet article est partiellement ou en totalité issu de l’article de Wikipédia en anglais intitulé « Sts. Peter and Paul Cathedral, Kamianets-Podilskyi » (voir la liste des auteurs).